# Tours préliminaires à la Coupe du monde de football 1934
Navigation
Éliminatoires 1938
Les différents tours préliminaires à la Coupe du monde 1934 constituent la première édition des éliminatoires puisqu'en 1930, pour la première Coupe du monde, qui se joue « sur invitation », le nombre total d'inscrits reste inférieur à celui escompté pour disputer le tournoi.
32 équipes s'inscrivent à la Coupe du monde 1934. Par conséquent la FIFA doit organiser une phase préliminaire pour déterminer les 16 équipes participantes en phase finale.
La première rencontre de qualification de l'histoire oppose la Suède à l'Estonie le 11 juin 1933. Au cours de ces éliminatoires, 26 matchs sont joués et 141 buts marqués, soit une moyenne de 5,42 buts par match.

## Équipes participantes
Les 32 pays inscrits, y compris l'Italie, hôte du tournoi final de la Coupe du monde 1934, doivent passer par les éliminatoires. C'est la seule fois de l'histoire de la Coupe du monde que le pays hôte doit disputer la phase éliminatoire. En l'absence du tenant du titre, l'Uruguay, il n'y a donc pas de qualifié d'office pour la phase finale. Parmi ces 32 équipes, 21 proviennent d'Europe, 4 d'Amérique du Sud, 4 d'Amérique du Nord et centrale, alors que 3 équipes moyen-orientales défendent les couleurs de l'Afrique et de l'Asie. À l'époque, tous ces pays étaient indépendants à l'exception de la Palestine, sous mandat britannique depuis les années 1920.
La Turquie ainsi que le Pérou et le Chili déclarent forfait avant le début de la compétition. De ce fait, il n'y a aucune rencontre disputée en Amérique du sud (le Brésil et l'Argentine sont qualifiés sans jouer). Sur un total de 32 équipes engagées, seules 27 d'entre elles ont donc réellement participé à cette phase qualificative de Coupe du monde.
Outre l'Uruguay, champion du monde en 1930, le principal absent est l'Angleterre. En froid avec la FIFA (dont elle n'est plus membre à l'époque depuis 1928), l'Angleterre continue donc d'ignorer l'évènement, sans doute en partie parce que tout comme en 1930 elle n'a pas été sollicitée pour organiser la Coupe du monde.
Les 32 équipes sont réparties en 12 groupes selon des critères géographiques.
Répartition des places qualificatives par zone :
- Zone Europe : 12 places
- Zone Amérique du Sud : 2 places
- Zone Amérique du Nord, centrale et Caraïbes : 1 place
- Zone Afrique et Asie : 1 place

## Zone Europe
Les 21 équipes européennes se disputent 12 places et sont réparties en huit groupes, cinq groupes de 3 et trois groupes de 2. Les deux premières équipes de chaque groupe de 3 accèdent à la phase finale, à l'exception du groupe 1 (où seul le vainqueur est qualifié). Les groupes à deux équipes se jouent en matchs aller-retour.

### Groupe 1:Suède
Trois pays d'Europe du Nord, l'Estonie, la Lituanie et la Suède, constituent le groupe 1 des éliminatoires de la Coupe du monde. Le mode de qualification de ce groupe prévoyait la qualification du vainqueur du groupe, où chaque équipe était censée rencontrer une fois les autres équipes. Le match Estonie-Lituanie ne fut cependant pas joué, les deux équipes étant alors déjà éliminées de la compétition. La Suède obtient son ticket pour l’Italie en terminant en tête du groupe.
| Rang | Équipe   | Pts | J | G | N | P | Bp | Bc | Diff |  | Résultats (▼ dom., ► ext.) |     |     |     |
| ---- | -------- | --- | - | - | - | - | -- | -- | ---- |  | -------------------------- | --- | --- | --- |
| 1    | Suède    | 4   | 2 | 2 | 0 | 0 | 8  | 2  | +6   |  | Suède                      |     |     | 6-2 |
| 2    | Lituanie | 0   | 1 | 0 | 0 | 1 | 0  | 2  | -2   |  | Lituanie                   | 0-2 |     |     |
| 3    | Estonie  | 0   | 1 | 0 | 0 | 1 | 2  | 6  | -4   |  | Estonie                    |     | N/D |     |

### Groupe 2:Espagne
Dans ce groupe à deux équipes, l'Espagne et le Portugal se rencontrent en matchs aller-retour. Le vainqueur de cette double confrontation se qualifie pour la Coupe du monde. L'Espagne atomise l'équipe du Portugal à domicile sur le score sans appel de 9-0 et s'assure une place en phase finale en gagnant au Portugal au match retour.
| 11 mars 1934 | Espagne                                                                          | 9 - 0 | Portugal | Stade de Chamartín, Madrid                         |                                                    |
|              | Chacho 3e · Lángara 13e 14e (pen.) 46e 71e 85e · Regueiro 65e 70e · Ventolrá 68e |       |          | Spectateurs : 50 000 Arbitrage : Raphaël van Praag | Spectateurs : 50 000 Arbitrage : Raphaël van Praag |
|              | détails                                                                          |       |          | Spectateurs : 50 000 Arbitrage : Raphaël van Praag | Spectateurs : 50 000 Arbitrage : Raphaël van Praag |

| 18 mars 1934 | Portugal        | 1 - 2 | Espagne         | Estádio da Luz, Lisbonne                           |                                                    |
|              | Vitor Silva 10e |       | 12e 25e Lángara | Spectateurs : 35 000 Arbitrage : Raphaël van Praag | Spectateurs : 35 000 Arbitrage : Raphaël van Praag |
|              | détails         |       |                 | Spectateurs : 35 000 Arbitrage : Raphaël van Praag | Spectateurs : 35 000 Arbitrage : Raphaël van Praag |

### Groupe 3:Italie
Les deux équipes du groupe 3, l'Italie et la Grèce, devaient s'affronter en matchs aller-retour, le vainqueur de ce duel étant alors qualifié pour la phase finale de la Coupe du monde. Après la large victoire de la Squadra Azzurra 4-0 au match aller à Milan, la Grèce déclare forfait pour le match retour. L’Italie, pays organisateur de la Coupe du monde, est ainsi qualifiée après avoir joué et remporté un seul match.
Les Grecs, découragés par la défaite du match aller, renoncèrent à jouer le match retour, acceptant de fait leur élimination. 
| 25 mars 1934 | Italie                                         | 4 - 0 | Grèce | Stade San Siro, Milan                        |                                              |
|              | Guarisi 40e · Meazza 44e, 71e · G. Ferrari 69e |       |       | Spectateurs : 20 000 Arbitrage : René Mercet | Spectateurs : 20 000 Arbitrage : René Mercet |
|              | détails                                        |       |       | Spectateurs : 20 000 Arbitrage : René Mercet | Spectateurs : 20 000 Arbitrage : René Mercet |

| Non disputé | Grèce | forfait - Q. | Italie |  |  |
|             |       |              |        |  |  |

### Groupe 4:HongrieetAutriche
L'Autriche et la Hongrie, deux équipes européennes parmi les plus fortes de l'époque, se retrouvent dans le même groupe en compagnie de la Bulgarie. Ce groupe de 3 équipes accorde deux billets pour la phase finale en Italie. Les trois dernières rencontres (Bulgarie-Autriche, Autriche-Hongrie et Hongrie-Autriche) ne sont cependant pas disputées car la Bulgarie déjà quasi-éliminée après trois défaites en trois matchs renonce à poursuivre la compétition. Mathématiquement assurées alors de terminer aux deux places qualificatives du groupe, l’Autriche et la Hongrie obtiennent leur qualification sans avoir à s'affronter directement.
| Rang | Équipe   | Pts | J | G | N | P | Bp | Bc | Diff |  | Résultats (▼ dom., ► ext.) |     |     |     |
| ---- | -------- | --- | - | - | - | - | -- | -- | ---- |  | -------------------------- | --- | --- | --- |
| 1    | Hongrie  | 4   | 2 | 2 | 0 | 0 | 8  | 2  | +6   |  | Hongrie                    |     | N/D | 4-1 |
| 2    | Autriche | 2   | 1 | 1 | 0 | 0 | 6  | 1  | +5   |  | Autriche                   | N/D |     | 6-1 |
| 3    | Bulgarie | 0   | 3 | 0 | 0 | 3 | 3  | 14 | -11  |  | Bulgarie                   | 1-4 | N/D |     |

### Groupe 5:Tchécoslovaquie
Le groupe 5 oppose la Pologne à la Tchécoslovaquie en matchs aller-retour. La Tchécoslovaquie est victorieuse du match aller à l'extérieur. En raison d'un différend à propos de la frontière entre la Pologne et la Tchécoslovaquie, le gouvernement polonais n'autorise pas son équipe nationale à quitter le territoire. La Pologne déclare ainsi forfait pour le match retour en Tchécoslovaquie. Celle-ci remporte le match retour sur tapis vert et se qualifie pour la phase finale.
| 15 octobre 1933 | Pologne                 | 1 - 2 | Tchécoslovaquie              | Stade de l'armée polonaise, Varsovie           |                                                |
|                 | Martyna (en) 52e (pen.) |       | 37e Silny · 78e Pelcner (it) | Spectateurs : 18 000 Arbitrage : Denis Xifandu | Spectateurs : 18 000 Arbitrage : Denis Xifandu |
|                 | détails                 |       |                              | Spectateurs : 18 000 Arbitrage : Denis Xifandu | Spectateurs : 18 000 Arbitrage : Denis Xifandu |

| 15 avril 1934 | Tchécoslovaquie | Q. - forfait | Pologne | Prague |  |
|               |                 |              |         |        |  |

### Groupe 6:SuisseetRoumanie
La Roumanie, la Suisse et la Yougoslavie se disputent les deux places qualificatives du groupe 6, où chaque équipe rencontre une seule fois les deux autres. Le match Suisse-Roumanie s'achève sur le terrain par un score nul de 2 buts à 2. Cependant la Roumanie aligna un joueur ne pouvant pas être sélectionné, entrainant une sanction de la FIFA : victoire sur tapis vert accordée à la Suisse (2-0). Cette décision est sans conséquence, la Suisse et la Roumanie sont qualifiées pour la Coupe du monde en Italie.
| Rang | Équipe      | Pts | J | G | N | P | Bp | Bc | Diff |  | Résultats (▼ dom., ► ext.) |     |     |     |
| ---- | ----------- | --- | - | - | - | - | -- | -- | ---- |  | -------------------------- | --- | --- | --- |
| 1    | Suisse      | 3   | 2 | 1 | 1 | 0 | 4  | 2  | +2   |  | Suisse                     |     | 2-0 |     |
| 2    | Roumanie    | 2   | 2 | 1 | 0 | 1 | 2  | 3  | -1   |  | Roumanie                   |     |     | 2-1 |
| 3    | Yougoslavie | 1   | 2 | 0 | 1 | 1 | 3  | 4  | -1   |  | Yougoslavie                | 2-2 |     |     |

### Groupe 7:Pays-BasetBelgique
Le groupe 7 dispose de deux places qualificatives et regroupe trois équipes européennes: la Belgique, l'Irlande et les Pays-Bas. Chaque équipe rencontre une seule fois les deux autres. Les Pays-Bas empochent le premier ticket pour la phase finale de la Coupe du monde 1934 en terminant en tête du groupe. L'autre place qualificative se joue entre la Belgique et l'Irlande qui, après un match nul (4-4) dans leur confrontation directe, se retrouvent à égalité de point. Les deux équipes sont alors départagées sur le critère de la "moyenne" de buts (goal average en anglais), soit le ratio du nombre de buts marqués sur le nombre de buts encaissés. D'après ce calcul, la Belgique obtient un coefficient de 6 / 8 = 0,75. L'Irlande obtient un coefficient inférieur : 6 / 9 = 0,67. À noter que l'application du critère actuel de la différence de buts aurait abouti au même classement. Deuxième du groupe, la Belgique se qualifie pour le tournoi final en Italie.
| Rang | Équipe               | Pts | J | G | N | P | Bp | Bc | Diff |  | Résultats (▼ dom., ► ext.) |     |     |     |
| ---- | -------------------- | --- | - | - | - | - | -- | -- | ---- |  | -------------------------- | --- | --- | --- |
| 1    | Pays-Bas             | 4   | 2 | 2 | 0 | 0 | 9  | 4  | +5   |  | Pays-Bas                   |     |     | 5-2 |
| 2    | Belgique             | 1   | 2 | 0 | 1 | 1 | 6  | 8  | -2   |  | Belgique                   | 2-4 |     |     |
| 3    | État libre d'Irlande | 1   | 2 | 0 | 1 | 1 | 6  | 9  | -3   |  | État libre d'Irlande       |     | 4-4 |     |

La Belgique devance l'Irlande grâce à une meilleure moyenne de buts.

### Groupe 8:AllemagneetFrance
Dans le groupe 8, l'Allemagne, la France et le Luxembourg se disputent les deux places qualificatives attribuées aux deux premiers du groupe. Le fonctionnement de ce groupe prévoyait que les équipes se rencontrent sur un seul match. Après leur première rencontre face au Luxembourg, l’Allemagne et la France se retrouvent déjà mathématiquement qualifiées. Le match France-Allemagne n'est par conséquent pas disputé.
| Rang | Équipe     | Pts | J | G | N | P | Bp | Bc | Diff |  | Résultats (▼ dom., ► ext.) |     |     |  |
| ---- | ---------- | --- | - | - | - | - | -- | -- | ---- |  | -------------------------- | --- | --- |  |
| 1    | Allemagne  | 2   | 1 | 1 | 0 | 0 | 9  | 1  | +8   |  | Allemagne                  |     |     |  |
| 2    | France     | 2   | 1 | 1 | 0 | 0 | 6  | 1  | +5   |  | France                     | N/D |     |  |
| 3    | Luxembourg | 0   | 2 | 0 | 0 | 2 | 2  | 15 | -13  |  | Luxembourg                 | 1-9 | 1-6 |  |

## Zone Amérique du Sud
Les 4 équipes sud-américaines sont réparties en deux groupes de deux équipes pour se disputer deux places qualificatives (le vainqueur de chaque groupe).

### Groupe 9:Brésil
À la suite du forfait du Pérou, le Brésil est directement qualifié pour la phase finale de la Coupe du monde sans avoir à jouer le moindre match.
|   | Équipe |         |  |  |  |  |  |  |  |
| - | ------ | ------- |  |  |  |  |  |  |  |
| 1 | Brésil | Q.      |  |  |  |  |  |  |  |
| 2 | Pérou  | forfait |  |  |  |  |  |  |  |

### Groupe 10:Argentine
À la suite du forfait du Chili, l'Argentine est directement qualifiée pour la phase finale de la Coupe du monde sans avoir à jouer le moindre match.
|   | Équipe    |         |  |  |  |  |  |  |  |
| - | --------- | ------- |  |  |  |  |  |  |  |
| 1 | Argentine | Q.      |  |  |  |  |  |  |  |
| 2 | Chili     | forfait |  |  |  |  |  |  |  |

## Zone Amérique du Nord, centrale et Caraïbes

### Groupe 11:États-Unis
Dans le groupe 11, les quatre équipes de la zone géographique concernant l'Amérique du Nord, l'Amérique centrale et les Caraïbes se disputent sur trois tours une place qualificative pour la Coupe du monde en Italie.
Premier tour

Au premier tour Haïti affronte l'autre représentant des Caraïbes, Cuba, en trois matchs à domicile. Cuba sort vainqueur de cette triple confrontation.
|   | Équipe | Pts | J | G | N | P | BP | BC | Diff |
| - | ------ | --- | - | - | - | - | -- | -- | ---- |
| 1 | Cuba   | 5   | 3 | 2 | 1 | 0 | 10 | 2  | +8   |
| 2 | Haïti  | 1   | 3 | 0 | 1 | 2 | 2  | 10 | -8   |

| 28 janvier 1934  | Haïti | 1 | 3 | Cuba |
| 1er février 1934 | Haïti | 1 | 1 | Cuba |
| 4 février 1934   | Haïti | 0 | 6 | Cuba |

Second tour
Au deuxième tour, Cuba se retrouve opposé au Mexique en trois matchs à l'extérieur. Le Mexique remporte tous les matchs et se qualifie pour le troisième tour préliminaire.
|   | Équipe  | Pts | J | G | N | P | BP | BC | Diff |
| - | ------- | --- | - | - | - | - | -- | -- | ---- |
| 1 | Mexique | 6   | 3 | 3 | 0 | 0 | 12 | 3  | +9   |
| 2 | Cuba    | 0   | 3 | 0 | 0 | 3 | 3  | 12 | -9   |

| 4 mars 1934  | Mexique | 3 | 2 | Cuba |
| 11 mars 1934 | Mexique | 5 | 0 | Cuba |
| 18 mars 1934 | Mexique | 4 | 1 | Cuba |

Troisième tour
Ce tour supplémentaire n'était pas prévu initialement. Sa tenue est due à l'inscription tardive des États-Unis, reçue après la date limite mais finalement acceptée par la FIFA.
Vainqueur du second tour, le Mexique doit donc disputer une rencontre de qualification supplémentaire contre les États-Unis. Les deux équipes sont invitées à faire le déplacement en Europe : ce match de barrage est en effet organisé à Rome, en prélude de la Coupe du monde, trois jours avant le début officiel de la compétition. Les États-Unis emportent le dernier billet pour la phase finale en battant le Mexique.
| 24 mai 1934 | États-Unis                 | 4 - 2 | Mexique                | Stade du P.N.F., Rome                             |                                                   |
|             | Donelli 28e, 32e, 74e, 87e |       | 23e Alonso · 75e Mejia | Spectateurs : 10 000 Arbitrage : Youssouf Mohamed | Spectateurs : 10 000 Arbitrage : Youssouf Mohamed |

## Zone Afrique et Asie

### Groupe 12:Égypte
Trois équipes du Moyen-Orient, une africaine (l'Égypte), et deux asiatiques (la Palestine mandataire et la Turquie) se retrouvent dans ce groupe 12 pour se disputer une place qualificative pour la phase finale de la Coupe du monde 1934. 
La Turquie se retire de la compétition avant la première rencontre et le groupe se résume à un duel entre l'Égypte et la Palestine mandataire. L'Égypte surclasse la Palestine mandataire en remportant largement les deux matchs (7-1 à l'aller au Caire, 4-1 au match retour à Jérusalem) et devient la première équipe africaine de l'histoire qualifiée pour la phase finale de la Coupe du monde.
| Rang | Équipe               | Pts     | J       | G       | N       | P       | Bp      | Bc      | Diff    |  | Résultats (▼ dom., ► ext.) |     | Palestine mandataire |
| ---- | -------------------- | ------- | ------- | ------- | ------- | ------- | ------- | ------- | ------- |  | -------------------------- | --- | -------------------- |
| 1    | Égypte               | 4       | 2       | 2       | 0       | 0       | 11      | 2       | +9      |  | Égypte                     |     | 7-1                  |
| 2    | Palestine mandataire | 0       | 2       | 0       | 0       | 2       | 2       | 11      | -9      |  | Palestine mandataire       | 1-4 |                      |
| -    | Turquie              | Forfait | Forfait | Forfait | Forfait | Forfait | Forfait | Forfait | Forfait |  | Turquie                    |     |                      |

## Les qualifiés
- Italie (pays hôte)
- Allemagne
- Autriche
- Belgique
- Espagne
- France
- Hongrie
- Pays-Bas
- Roumanie
- Suède
- Suisse
- Tchécoslovaquie
- Argentine
- Brésil
- États-Unis
- Égypte